# Rifargia demissa
Rifargia demissa är en fjärilsart som beskrevs av William Schaus 1906. Rifargia demissa ingår i släktet Rifargia och familjen tandspinnare. Inga underarter finns listade.